# Лоба (озеро)
Лоба (каз. Лоба) — озеро в Мендыкаринском районе Костанайской области Казахстана. Находится на западе села Лоба и в 12 км к северо-западу от села Красная Пресня.
По данным топографической съёмки 1958 года, площадь поверхности озера составляет 1,81 км². Наибольшая длина озера — 1,8 км, наибольшая ширина — 1,4 км. Длина береговой линии составляет 4,8 км, развитие береговой линии — 1. Озеро расположено на высоте 89,7 м над уровнем моря.